# Scheiblingkogel
De Scheiblingkogel is een berg in de deelstaat Salzburg, Oostenrijk. De berg heeft een hoogte van 2.290 meter. 
De Scheiblingkogel is onderdeel van het Tennengebergte.